# Hikanatoi

Les hikanatoi (en grec : Ἱκανάτοι, « les Capables ») est une des tagmata de l'armée byzantine, les unités de gardes d'élite basées à proximité de Constantinople. Cette unité est fondée au début du IXe siècle et survit jusqu'à la fin du XIe siècle.

## Histoire
La date exacte de la création de cette unité est incertaine. La Vita Ignatii, un récit hagiographique de la vie du patriarche Ignace de Constantinople mentionne que cette unité aurait été créée aux alentours de 809 par l'empereur Nicéphore Ier. Cette date est généralement acceptée par les historiens ; toutefois les preuves sigillographiques sont rares et pourraient suggérer une création plus tardive. Selon la Vita, Nicétas, le petit-fils de Nicéphore et le futur patriarche Ignace, est le premier commandant de cette unité. Cette dernière est bien attestée lors des IXe et Xe siècles mais les sources sont floues en ce qui concerne le XIe siècle. En effet, le terme « hikanatoi » pourrait avoir été utilisé comme nom familier plutôt que pour désigner une unité. Quoi qu'il en soit, cette unité, comme la plupart des tagmata, cesse d'exister dans la deuxième moitié du XIe siècle.

## Structure
Les hikanatoi semblent structurés selon le modèle du tagma des Vigla et dirigés par un domestique (en grec : δομέστικος τῶν Ἱκανάτων, domestikos tōn Ikanatōn) qui possède le plus souvent le titre nobiliaire de protospathaire,. Son second en chef a le rang de topotērētē (« lieutenant ») et possède aussi le rang de protospathaire, tandis que les autres officiers ont un rang inférieur à celui de spathaire. À l'image de la Vigla, il existe un chartulaire (fonctionnaire fiscal), plusieurs kometes (comte) et des kentarchoi dirigeant une banda, la division de base de l'unité. Enfin, on trouve un prōtomandatōr (messager en chef).
Comme pour les autres tagmata, la taille exacte de l'unité et de ses subdivisions est discutée. Elle est basée principalement sur les sources arabes dont la précision et la véracité posent question. Warren Treadgold considère que les chiffres arabes sont précis. Ceux-ci indiquent que les tagmata ont une taille standard de 4 000 hommes chacune. Toutefois, John Haldon considère que ces chiffres sont exagérés. Selon lui, ce chiffre concerne l'ensemble des tagmata. Les listes de l'expédition crétoise de 949 comprises dans le De ceremoniis de l'empereur Constantin VII Porphyrogénète mentionnent la présence de 456 hikanatoi. Toutefois, rien ne permet de savoir quelle proportion de l'unité ce chiffre représente.